# 딘 화이트헤드
딘 화이트헤드(Dean Whitehead, 1982년 1월 12일 ~ )는 잉글랜드의 전 축구 선수이다.